# Samsung Galaxy Camera
Die Samsung Galaxy Camera ist eine Digitalkamera, die im August 2012 vorgestellt wurde und seit Oktober des Jahres verkauft wird.

## Eigenschaften

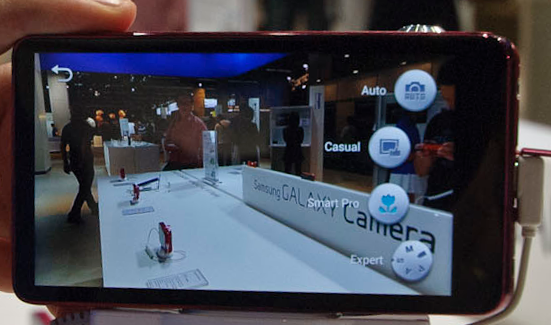
Foto-„App“ der Galaxy Camera

Auf der Galaxy Camera ist das Betriebssystem Android 4.1 (Jelly Bean) installiert. Laut Hersteller soll sie damit annähernd ein vollwertiges Smartphone darstellen. Die Galaxy Camera soll dem Trend folgen, dass immer mehr Fotos auf soziale Netzwerke, wie Facebook, hochgeladen werden. Mit der Kamera lässt sich jedoch nicht telefonieren.
Die Kamera besitzt einen 4,8 Zoll (12,1 cm) großen Touchscreen, WiFi, 3G, 4G LTE, einen Quad-Core-Prozessor (1,4 GHz) sowie 8 GB internen Speicherplatz. Außerdem hat die Kamera ein 21-faches Zoomobjektiv, das eine Brennweite 23 bis 483 mm ermöglicht. Der 16-Megapixel-CMOS-Sensor ermöglicht ISO 100 bis 3200. Die Kamera nimmt auch Full-HD-Videos auf (1920 × 1080 bei 30 fps).
Es ist die erste Kamera mit Android und mit einer 3G-Datenverbindung. Die Galaxy Camera besitzt die Besonderheit mit einem kompatiblen Paket, ohne Umweg über einen Computer ins Internet zu gehen, Fotos zu versenden oder sie sogar in sozialen Netzwerken zu teilen.
Die Samsung Galaxy Camera setzt fast ausschließlich auf die Steuerung mittels Touchscreen und verfügt nur über wenige Tasten. Auch eine einfache Bedienung via Sprachsteuerung ist möglich.

## Modelle
Obwohl die Galaxy Camera als Einzelkamera begann, wurde das Markenkonzept auf mehrere Iterationen von Digitalkameras erweitert, wobei das Android-Betriebssystem das vereinheitlichende Merkmal war.
In Folgemodellen ab 2013 produzierte Samsung eine Variante der Galaxy Camera, die lediglich mit WiFi ausgestattet ist. Der Verzicht auf ein Mobilfunkmodul sollte einen niedrigeren Preis möglich machen. Das Samsung Galaxy NX, eine kompakte Systemkamera (20,3 Megapixel, 12,1 cm (4,77 Zoll) Display, Full HD Video, 3G, LTE, WLAN, Android 4.2) wurde mit Wechselobjektiven versehen.
Seit Februar 2016 umfasst (und umfasste) das Angebot an Galaxy-Kameras:
- Galaxy-Kamera
- Samsung Galaxy Camera 2
- Samsung Galaxy NX[6]

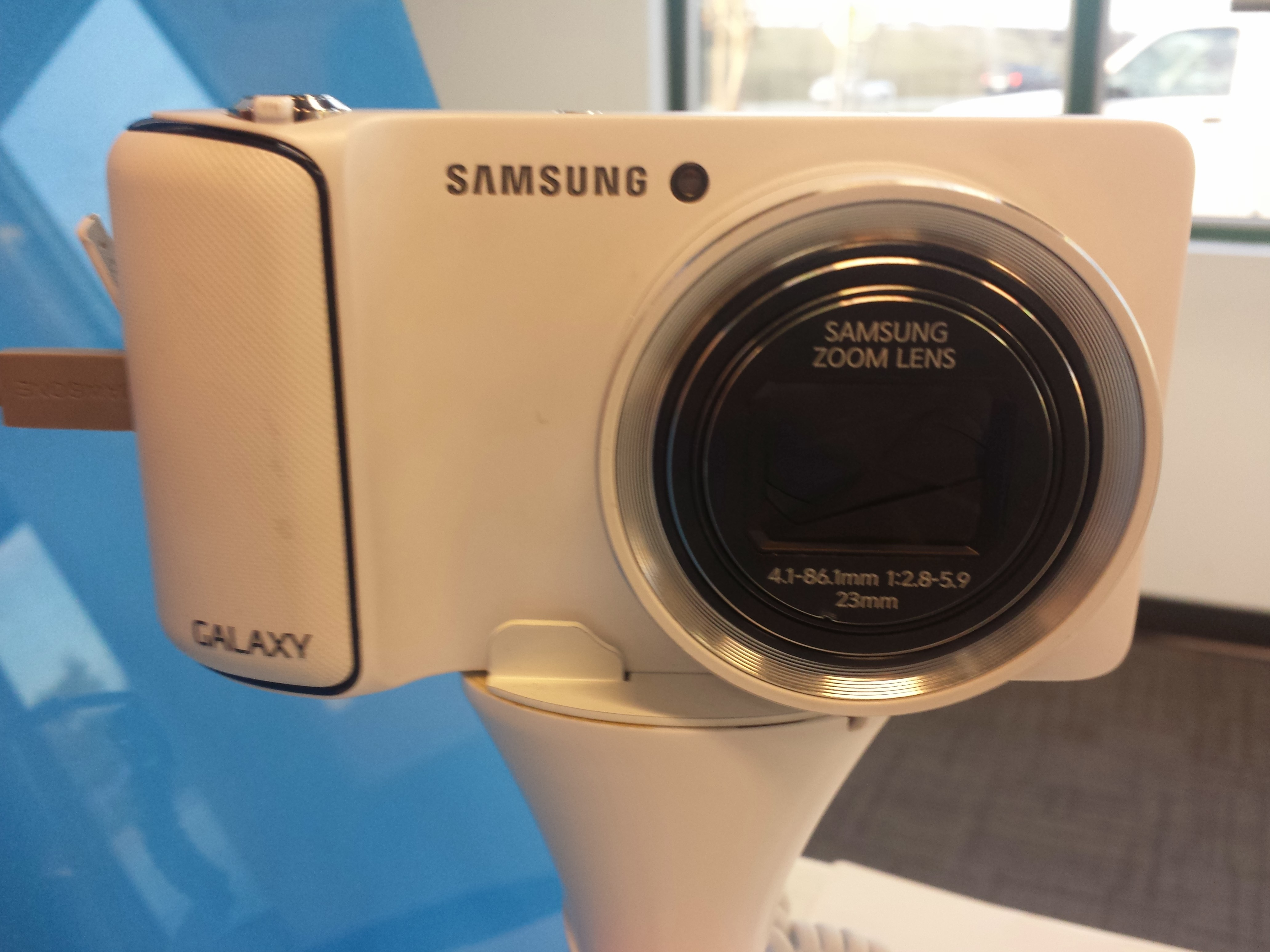
Samsung Galaxy Camera
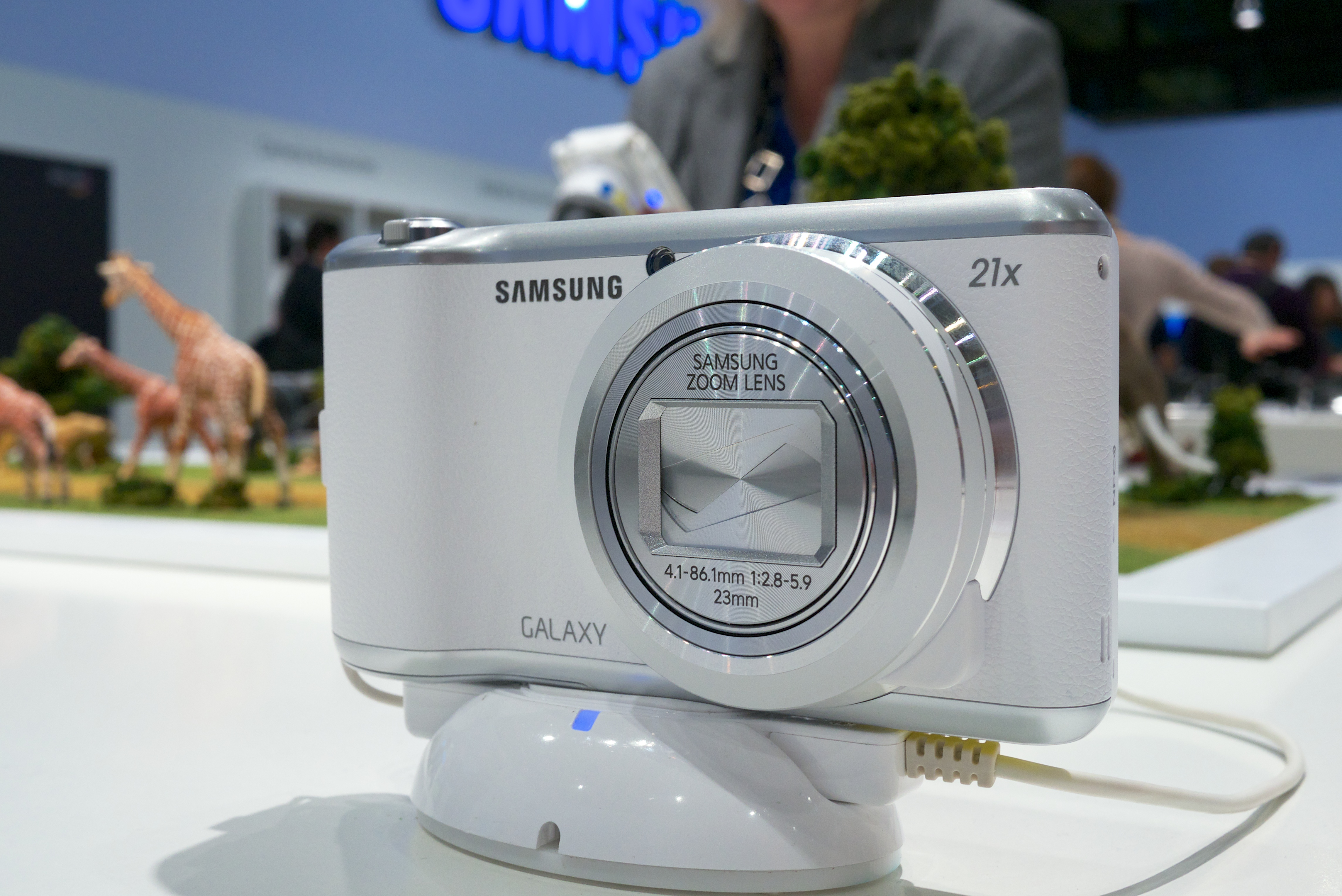
Samsung Galaxy Camera 2
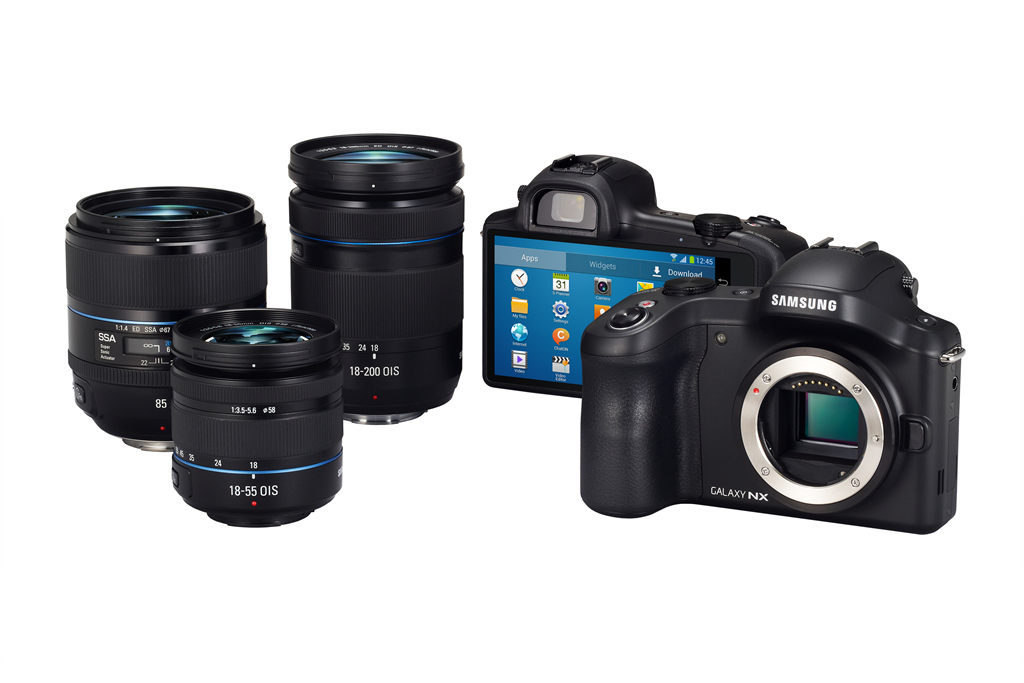
Samsung Galaxy Camera NX inkl. Wechselobjektiven